# XXVIII secolo a.C.
Il XXVIII secolo a.C. (ventottesimo secolo avanti Cristo) è il secolo che inizia nell'anno 2800 a.C. e termina nell'anno 2701 a.C. incluso.

## Avvenimenti

### Mesopotamia
- c. 2800 a.C.
  - Inizio del Periodo proto-dinastico II in Mesopotamia (fino al 2494 a.C.)
  - Meskiaggasher Mitico fondatore della I dinastia di Uruk
  - Prima attestazione della Lingua accadica in alcuni testi sumeri
- c. 2750 a.C. - Enmerkar Mitico 2º Re sumero di Uruk
- c. 2720 a.C. - Lugalbanda Mitico 3º Re sumero di Uruk

### Egitto
- c. 2786 a.C.: Sened 13º faraone (c.a. 2786 a.C. - 2780 a.C., secondo Lista di Saqqara)- II Dinastia
- c. 2780 a.C.: Sekhemieb-Perenmaat (successivamente Peribsen) 14º faraone (c.a. 2780 a.C. - 2754 a.C., secondo dati archeologici)- II Dinastia
- c. 2754 a.C.: Khasekhemui (Khasekhem?) 15º faraone (c.a. 2754 a.C. - 2727 a.C., secondo dati archeologici)- II Dinastia
- c. 2727 a.C.: Sanakhte 16º faraone (c.a. 2727 a.C. -2680 a.C., secondo dati archeologici), 1° della III Dinastia - Menfi Capitale

### Cina
- c. 2738 a.C. - Cina: Secondo la tradizione, Shen Nung diventa il 3° augusto della Cina (fino al 2698 a.C.).

## Personaggi significativi
- Etana, lugal di Kish (secondo altri sarebbe del XXXI secolo a.C.).
- Shen Nung, augusto della Cina.